# Anzenkirchen
Anzenkirchen ist ein Ortsteil des Marktes Triftern im niederbayerischen Landkreis Rottal-Inn.

## Lage
Anzenkirchen liegt etwa drei Kilometer nördlich von Triftern im Rottal am Altbach kurz vor dessen Mündung in die Rott. Nördlich von Anzenkirchen verläuft die Bundesstraße 388 zwischen Pfarrkirchen und Bad Birnbach. An der Bahnstrecke Passau–Neumarkt-Sankt Veit besitzt Anzenkirchen einen eigenen Haltepunkt.

## Geschichte
Im Jahr 1138 trat erstmals ein Henric de Anzenschirien als Siegelzeuge auf. Der Ortsname bedeutet ‚bei der Kirche des Anzo‘. Bis in das 13. Jahrhundert sind die Edlen von Anzenkirchen nachweisbar. Ihnen folgten als Besitzer der Hofmark die Schenken von Neudeck und Anzenkirchen, die im 16. Jahrhundert von den Ortenburgern zu Neudeck abgelöst wurden. Bis 1805 gehörte die geschlossene Hofmark den Ortenburgern. Zur Zeit Napoleons war Anzenkirchen Station der Optischen Telegraphenlinie Wien-Straßburg-Paris, die durch das Rottal führte.
Der Ort Anzenkirchen war seit 1818 Teil der Gemeinde Loderham. Im Jahre 1905 zählte Anzenkirchen 105 Einwohner, im Jahr 1970 waren es bereits 1140. In einer Mitteilung des Staatsministeriums des Inneren vom 23. Oktober 1961 an die Gemeinde Loderham wurde der Name der Gemeinde in „Gemeinde Anzenkirchen“ geändert. Die Gemeinde Anzenkirchen kam im Zuge der Gebietsreform in Bayern am 1. Januar 1972 zu Triftern.
In kirchlicher Hinsicht ursprünglich Filiale von Triftern, wurde Anzenkirchen 1901 Expositur und 1921 Pfarrei.

## Sehenswürdigkeiten
Die Pfarrkirche St. Laurentius entstand als neugotisches Bauwerk 1878 auf der Grundlage eines spätgotischen, mit einem Netzgewölbe versehenen Chores aus dem 15. Jahrhundert. Die Ausstattung ist neugotisch und modern.
Seit dem 1. Juli 2011 besitzt der Ort einen einzigartigen Maibaum aus Stahl. Das eine Tonne schwere und 20 Meter hohe, neue Wahrzeichen des Dorfes sorgte in den Lokalnachrichten für Aufsehen.

## Bildung und Erziehung
In Anzenkirchen befindet sich ein Kindergarten.

## Vereine
Die Freiwillige Feuerwehr Anzenkirchen besteht seit 1881. Örtliche Vereine sind der TSV 1924 Anzenkirchen, der TC Anzenkirchen, die Altbachschützen Anzenkirchen, die Faschingsfreunde Anzenkirchen e. V., der Heimatkundekreis Anzenkirchen, die Krieger- und Soldatenkameradschaft Anzenkirchen und der Ski-Club Anzenkirchen e. V.